# Sam Dickson
Sam Dickson (28 de outubro de 1989) é um ruguebolista de sevens neozelandês.

## Carreira
Dickson integrou o elenco da Seleção Neozelandesa de Rugby Sevens quinto colocada nos Jogos Olímpicos Rio 2016.